# Tirpitz
Tirpitz var ett tyskt slagskepp av Bismarck-klass från andra världskriget. Fartyget var namngivet efter amiral Alfred von Tirpitz. Hon var systerskepp till Bismarck. Tirpitz kom att baseras i Norge 1942 för att kunna anfalla de allierades konvojer till Murmansk. Fartyget deltog i tre offensiva operationer; Operation "Nordmeer" 1942 mot konvoj PQ12, Operation "Rösselsprung" 1942 mot konvoj PQ 17 samt Operation Sizilien 1943 mot de allierades bas på Svalbard.
Söndagen den 12 november 1944 lyckades brittiska bombplan från Royal Air Force sänka Tirpitz vid ön Håkøya väster om Tromsö.

## Historia
Tirpitz första uppdrag kom att vara i Finska viken. Där väntade på en eventuell sovjetisk flykt till Sverige från det inringade Tallinn, under Tysklands pågående anfall mot Sovjetunionen (Operation Barbarossa).

### Operation Nordmeer
Den 5 mars 1942 siktade tyska spaningsplan den brittiska konvojen  PQ12 med femton lastfartyg på väg till Murmansk. Överbefälhavare för Kriegsmarine i Norge Otto Ciliax belutade att konvojen skulle genskjutas av Tirpitz, även om också den tunga kryssaren Admiral Scheer fanns till förfogande så valde man att låta denna stanna i hamn på grund av bristande fartresurser. Klockan 16.00 den 6 mars löpte Tirpitz tillsammans med jagarna Z 25, Paul Jacobi, Friedrich Ihn och Hermann Schoemann från 5. Zerstörer-Flottille, ut från Trondheimsfjorden. Paul Jacobi vände enligt plan tillbaka mot Trondheim efter fyra timmar. Tirpitz passerade vid ett tillfälle strax akter om konvojen medan den allierade eskorten befann sig på stort avstånd. Dålig sikt omöjliggjorde emellertid att stridskontakt nåddes. På väg tillbaka mot norska kusten anfölls Tirpitz av 12 brittiska Albacore torpedplan från hangarfartyget HMS Victorious, men slagskeppet slog tillbaka attacken och anlöpte sedan Narvik.

### Operation Rösselsprung
Operation "Rösselsprung" 5 juli 1942 mot PQ 17 ledde till att nästan hela konvojen sänktes av tyska ubåtar och flygplan. Innan dess hade konvojen skingrats av rädsla att Tirpitz hade gått till sjöss och slagskeppet medverkade därför indirekt till den tyska framgången. Tirpitz löpte ut men återvände till sin bas när det stod klart att ubåtarna och flyget höll på att förgöra konvojen på egen hand.

### Operation Sizilien
Operation "Sizilien" 6–9 september 1943 genomfördes av Tirpitz, slagkryssaren Scharnhorst och nio jagare mot Svalbard då även tyska trupper landsteg. Tirpitz och de andra fartygen bombarderade de allierade installationerna medan landtrupperna besegrade de norska och brittiska styrkorna på ön. Vid detta tillfälle använde slagskeppet sitt artilleri med full verkan.

### Anfallet med X-ubåtarna
Den 22 september 1943 försattes Tirpitz, som låg i Kåfjord, i stridsodugligt skick i Operation Source när 3 brittiska miniubåtar (X-5, X-6 och X-7) lade ut kraftiga, tidsinställda laddningar under fartyget. Alla tre miniubåtar upptäcktes från Tirpitz. Två besättningar, (X-6 och X-7) togs till fånga och var på Tirpitz när laddningarna exploderade. X-5 gick däremot förlorad, Tirpitz besättning såg henne och sköt henne till bottnen. Besättningarna från X-6 och X-7 klarade sig och återvände till Storbritannien efter kriget. Man har återfunnit en av sidoladdningarna från den tredje miniubåten X-5, men miniubåten i sig har inte återfunnits.

### Våren 1944

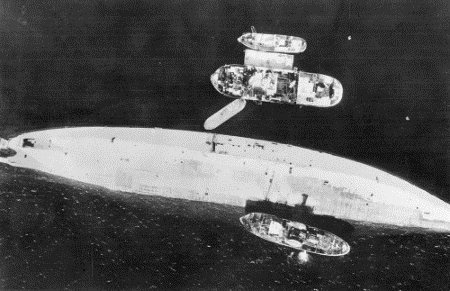
Tirpitz år 1945.

Under vintern 1943–44 reparerades Tirpitz. Natten 10–11 februari 1944 startade 15 sovjetiska bombplan med Tirpitz som mål. Endast fyra av dem siktade Tirpitz och ingen fick in någon träff. Den 15 mars 1944 var alla reparationer som kunde utföras utan torrdocka färdiga och Tirpitz började navigeringsförsök i närområdet.
Efter ytterligare ett flygangrepp blev Tirpitz skadad i förskeppet och ansågs inte sjövärdig längre. Hon transporterades från Kåfjord i Alta till Håkøy utanför Tromsö. Tirpitz ankrades på cirka 15 meters djup så att det skulle bli lättare att bärga ifall skeppet skulle bli bombarderat och sjunka.

### Sista striden
Den 12 november 1944 anfölls Tirpitz av 31 RAF-bombplan av typen Avro Lancaster tillhörande 617:e (Dambusters) och 9:e skvadronen. Ett av flygplanen nödlandade på Ormänget i Vännäsberget. Bombplanen var lastade med var sin Tallboy-bomb på 12 000 pund (5,4 ton). Tallboy var en pansarbrytande bomb. Två av dessa bomber träffade fartyget midskepps på babordssidan och orsakade stora skador och vatten trängde in i skeppet. Ytterligare två av de stora bomberna som Lancasterplanen bar med sig ända från Skottland slog ned i vattnet alldeles intill skrovsidan och slog undan vattnet. I det luftvakuum som då uppstod kantrade Tirpitz snabbt och lade sig nästan upp och ned med en stor del av botten ovanför vattenytan.
Mellan 1 000 och 1 200 sjömän dödades. Många blev instängda och man hörde människor inifrån vraket ropa på hjälp. Efter en stor räddningsinsats lyckades man rädda 87 av de instängda efter att man skurit upp hål i fartygets botten. Cirka 700 män hade tidigare flyttas till luftvärn i land nära skeppet och kan också räknas till antalet räddade.

### Efter kriget
Efter kriget sålde norska staten vraket till Einar Høvding Skippsuphugging AS för 120 000 kronor. Tirpitz höggs upp och såldes som skrot under första halvan av 1950-talet, men en tredjedel av vraket ligger kvar på botten. Den plattform som användes vid upphuggningen ligger kvar en bit från stranden. Några stora bombkratrar finns kvar på land. Ett monument i backen ovanför platsen där händelsen inträffade sattes upp i början av 1990-talet.